# Natália Pereira
Natália Zilio Pereira (Ponta Grossa, Estado de Paraná, Brasil, 4 de abril de 1989) es una jugadora de voleibol profesional brasileña que ganó con la selección brasileña de voleibol femenino la medalla de oro en los Juegos Olímpicos de Verano 2012.

## Trayectoria
Pereira formó parte del equipo brasileño que ganó la medalla de oro en los Juegos Olímpicos de Verano 2012.
Durante el Campeonato Mundial de Clubes FIVB 2015, Pereira jugó con el club brasileño Rexona Ades Rio y su equipo perdió el partido por la medalla de bronce ante el suizo Voléro Zürich. Ella ganó el premio al Jugador Más Valioso y la medalla de oro del World Grand Prix FIVB 2016. Un año después, ganó la medalla de oro del World Grand Prix FIVB 2017 y los premios individuales Jugador Más Valioso y Mejor Atacante Externo. Pereira ganó el Campeonato Sudamericano 2017 de la mejor atacante punta.

## Clubes
- Brasil Sollys Osasco (2006–2011)
- Voleibol Brasil Unilever (2011–2013)
- Brasil Amil Voleibol (2013–2014)
- Brasil Rexona Ades Rio (2014–2016)
- Fenerbahçe (2016–2018)
- Club de tenis Brasil Minas (2018-2019)
- Eczacıbaşı VitrA (2019–2020)
- WVC Dynamo Moscow (2020-2021)
- Savino Del Bene Scandicci (2021-2022)
- WVC Dynamo Moscow (2022-)

## Premios y reconocimientos

### Individuales
- 2005 FIVB U18 World Championship – "Jugadora más valiosa"
- 2007 FIVB U20 World Championship – "Jugadora más valiosa"
- 2007 FIVB U20 World Championship – "Best Scorer"
- 2007 FIVB U20 World Championship – "Best Spiker"
- 2009 South American Club Championship – "Best Spiker"
- 2010 South American Club Championship – "Best Spiker"
- 2015 FIVB World Grand Prix – "Best Outside Spiker"
- 2016 FIVB World Grand Prix – "Most Valuable Player"
- 2016–17 Turkish League – "Most Valuable Player"
- 2017 Montreux Volley Masters – "Best Outside Spiker"
- 2017 FIVB World Grand Prix – "Best Outside Spiker"
- 2017 FIVB World Grand Prix – "Most Valuable Player"
- 2017 South American Championship – "Best Outside Spiker"
- 2018–19 Brazilian Superliga – "Best Outside Spiker"

### Clubes
- 2009–10 Súperliga Brasileña –  Champion, with Sollys Osasco
- 2012–13 Súperliga Brasileña –  Champion, with Unilever Vôlei
- 2014–15 Súperliga Brasileña –  Champion, with Rexona/Ades
- 2015–16 Súperliga Brasileña –  Champion, with Rexona/Ades
- 2016–17 Liga Turca –  Champion, with Fenerbahçe
- 2018–19 Súperliga Brasileña –  Champion, with Itambé/Minas
- 2009 South American Club Championship –  Champion, with Sollys Osasco
- 2010 South American Club Championship –  Champion, with Sollys Osasco
- 2013 South American Club Championship –  Champion, with Unilever Vôlei
- 2015 South American Club Championship –  Champion, with Rexona/Ades
- 2016 South American Club Championship –  Champion, with Rexona/Ades
- 2019 South American Club Championship –  Champion, with Itambé/Minas
- 2010 FIVB Club World Championship –  Runner-Up with Sollys Osasco
- 2018 FIVB Club World Championship –  Runner-Up with Itambé/Minas
- 2019 FIVB Club World Championship –  Runner-Up with Eczacıbaşı VitrA